# Nister (Gemeinde)
Nister település Németországban, Rajna-vidék-Pfalz tartományban. Lakosainak száma 1085 fő (2023. december 31.).

## Népesség
A település népességének változása:
| Lakosok száma | 877  | 962  | 1006 | 1035 | 1050 | 1038 | 1085 |
|               | 1975 | 2014 | 2017 | 2019 | 2021 | 2022 | 2023 |